# Андский лесной козодой
Андский лесной козодой (лат. Nyctibius maculosus) — вид южноамериканских птиц из отряда козодоеобразных. Обитает в Боливии, Колумбии, Эквадоре, Перу и Венесуэле. Населяет субтропические или тропические влажные горные леса.